# Payin' the Dues
Payin' the Dues es el segundo álbum de la banda sueca de rock The Hellacopters, lanzado en el año 1997 con las compañías discográficas White Jazz Records y Toy's Factory. Fue reeditado por Sub Pop en octubre de 1999 con 9 canciones extras grabadas en directo en Seattle y Vancouver el 27 y 28 de mayo de ese mismo año.

## Lista de canciones
Todas las canciones escritas y compuestas por The Hellacopters. 
| N.º     | Título                  | Duración |  |
| 1.      | «You Are Nothin'»       | 2:38     |  |
| 2.      | «Like No Other Man»     | 3:14     |  |
| 3.      | «Looking At Me»         | 2:04     |  |
| 4.      | «Riot On The Rocks»     | 1:23     |  |
| 5.      | «Hey!»                  | 3:20     |  |
| 6.      | «Soulseller»            | 3:12     |  |
| 7.      | «Where The Action Is»   | 2:40     |  |
| 8.      | «Twist Action»          | 2:03     |  |
| 9.      | «Colapso Nervioso»      | 4:03     |  |
| 10.     | «Psyched Out & Furious» | 4:14     |  |
| 28 mins |                         |          |  |

| Bonus Track disco de vinilo |              |                         |          |  |
| N.º                         | Título       | Escritor(es)            | Duración |  |
| 1.                          | «City Slang» | Sonic's Rendezvous Band | 5:42     |  |

### Bonus Live Tracks (Sub Pop)
1. «Action De Grace»
2. «You Are Nothin’»
3. «Disappointment Blues»
4. «Born Broke»
5. «Alright Already Now»
6. «Down Right Blue»
7. «City Slang (Sólo en el disco de vinilo)»
8. «(Gotta Get Some Action) Now!»
9. «Soulseller»